# Dire Dawa
Dire Dawa Etiópia egyik önkormányzattal rendelkező városa, az ország második legnépesebb települése. Jelentős ipari, kereskedelmi és közlekedési (repülőtér) központ.

## Fekvése
Az ország keleti területén, a Dechatu folyó partján fekszik.

## Történet
A várost 1902-ben alapították, amikor a Dzsibuti–Addisz-Abeba vasútvonal elérte a területet, mivel az domborzati okok miatt nem juthatott el a közeli Harar városába. Dire Dawa hamar a vidék kereskedelmi központjává vált, különösen 1928 után, amikor megépült Etiópia egyik első útja Harar felé. Rövid időn belül elektromos közvilágítás, vízvezetékrendszer és bank épült a városban.
Az 1935-36-os abesszíniai háborúban itt találkoztak a délről és az északról előrenyomuló olasz csapatok 1936. május 10-én. Az 1940-es években elsősorban a vasúti dolgozók vezetésével gyakori sztrájkok robbantak ki, melyeket a kormány kegyetlenül elfojtott. A megmozdulások az 1974-es forradalom alatt is folytatódtak, aminek következtében a külföldiek elhagyták a várost.
Dire Dawa kedvező fekvése miatt kulcsszerepet kapott az 1977-78-as ogadeni háborúban is. Döntő győzelmet arattak itt az etiópok, amikor kétnapos csatában visszaverték a szomáliak támadását, megvédve a várost, a vasútvonalat és az egyik legfontosabb légibázist.
Az 1990-es évektől Dire Dawa többször lett áldozata az egymással rivalizáló frakcióknak (pl. 2002-ben az  Oromo Felszabadítási Front robbantott a városban), talán ennek tudható be, hogy ma szövetségi irányítás alatt áll, nem része Oromia szövetségi államnak.
2006 augusztusában a Dechatu folyó áradása sújtotta a várost, kb. 200 halálos áldozatot szedve.

## Népesség
A 2007-es népszámlálási adatok szerint a közigazgatási egység lakossága 342 827 fő, ebből 232 854 ember él magában a városban. A legtöbb lakos az oromó (46,1%), a szomáli (24,2%), az amhara (20,1%), a guragie (4,5%), a tigrinya (1,2%) és a harari (1,1%) népcsoportokhoz tartozik. A népesség 70,1%-a muszlim, 25,6%-a pedig az Etióp Ortodox Egyház tagja, további 2,8% protestáns.

## Fordítás
Ez a szócikk részben vagy egészben  a   Dire Dawa című angol Wikipédia-szócikk fordításán alapul.  Az eredeti cikk szerkesztőit annak laptörténete sorolja fel. Ez a jelzés csupán a megfogalmazás eredetét és a szerzői jogokat jelzi, nem szolgál a cikkben szereplő információk forrásmegjelöléseként.